# Бабій Олександр Васильович
Олекса́ндр Васи́льович Бабі́й — майор Збройних сил України.

## З життєпису
У складі 300-го танкового полку 21 липня 2014 року розвідувальний дозор під командуванням майора Олександра Бабія між населеними пунктами Майорськ і Дзержинськ близько 5 годин вів нерівний бій із терористами. Військовики на 3 БМП-1, 1 БРДМ і танку Т-64 супроводжували колону з приблизно 10 вантажних автомобілів із набоями, їжею та водою. При вході колони в Майорськ її обстріляли терористи. Оборонці ліквідували ворожі мінометні розрахунки, до 10 автомобілів, знешкодили близько ста терористів, майор Олександр Бабій зазнав поранення.
Станом на лютий 2017-го — начальник штабу навчального батальйону. З дружиною, сином та донькою проживають у смт Десна.

## Нагороди
27 листопада 2014 року — за особисту мужність і героїзм, виявлені у захисті державного суверенітету та територіальної цілісності України, вірність військовій присязі під час російсько-української війни, відзначений — нагороджений орденом Богдана Хмельницького ІІІ ступеня.